# Szakja kolostor
A Szakja kolostor, más néven a dPal Sza szkja vagy Pel Szakja („fehér föld” vagy „sápadt föld”) tibeti buddhista kolostor  25 kilométerre délkeletre egy hídtól, amely a tibeti Sigace várostól mintegy 127 kilométerre van Tingri irányába.
A kolostor a tibeti buddhizmus szakja iskolájának (szakjapa) a székhelye, amelyet 1073-ban alapított Koncsok Gyelpo (1034–1102), aki eredetileg az Ü-Cang-i nyingma iskola szerzetese volt, és aki később az 1. szakja trizin lett. A kolostor apátjai politikaileg olyan erősek voltak, hogy ők irányították Tibetet a 13. század folyamán, a királyok bukása után. A végüket az új gelug iskola felemelkedése jelentette.
A kolostor mongol stílusú építészete jelentősen eltér a többi lhászai és jarlungi templométól. Az egyetlen fennmaradt ősi épülete a Lhakang csempo, avagy a Szibgon trulpa. Eredetileg csupán egy barlang volt a hegy oldalában, majd 1268-ban Szakja Szangpo kormányzó épületeket is emelt, amelyeket a 16. században fel is újítottak. Itt találhatók Tibet leggyönyörűbb eredeti formájában fennmaradt műalkotásai, amelyek nem sérültek meg az elmúlt évtizedekben sem. A kolostor területe több mint 18 000 m², amelyből a fő terem mérete 6000m².
A kolostor épületeinek többsége romokban áll az 1966-os kulturális forradalom erőszakos pusztítása óta.
Das Sharat Chandra leírása alapján a szakja iskola nagy könyvtárában több könyvet is arannyal írtak. Az oldalak szélessége 180 cm, hossza pedig 45 cm.
A lapok szélein színezések találhatók és az első négy kötet tartalmazza az ezer buddha képeit is. A könyveket vaslemezekbe kötötték. A könyvek megrendelője Kubiláj mongol nagykán volt. A templomban őriznek még egy balról jobbra csavarodó kagyló héjat (tibeti: ja csjü dungkar ), amely egy ajándék volt Kubilaj kántól Drogön Csögyal Phagpa részére, aki a szakja iskola ötödik vezetője volt.
Egy 84 000 tekercset számláló, hatalmas könyvtárra bukkantak 2003-ban a Szakja kolostorban, egy 60 hosszú és 10 méter magas fal mögött. A szövegek többsége feltételezhetően buddhista írás, de akadhatnak köztük irodalmi, történelmi, filozófiai, csillagászati és matematikai írások is. Úgy vélik, hogy ezek a tekercsek évszázadok óta érintetlenek lehettek. A szövegeket jelenleg a Tibeti Társadalomtudományi Akadémia vizsgálja.

## Az új Szakja kolostor Indiában
A jelenlegi szakja trizin, a szakjapa iskola vallási vezetője 1959-ben vonult száműzetésbe Indiába, Tibeti kínai megszállása után. Dehradúnban telepedett le a Nyugati-Himalája lábainál, ahol újra alapították a Szakja kolostort, az ugyancsak Tibetből menekült idősebb szerzetesek és tudósok segítségével.  Ezeknek az egyházi és tudós embereknek számos eredeti szöveget sikerült magukkal hozniuk az eredeti, tibeti Szakja kolostorból. A szakja trizin és a követői több intézményt is létrehoztak Dehradún környékén, köztük jótékonysági kórházat, egyházi főiskolát és zárdát. A szakja iskola vezetőihez hasonlóan a jelenlegi szakja trizin is nős. Két fia van, akik közül a fiatalabb, Dungszej Gyana Vadzsra, 1979. július 5-én született Dehra dúnban. Ő lett a dehradúni szakja kolostor igazgatója.

## Galéria

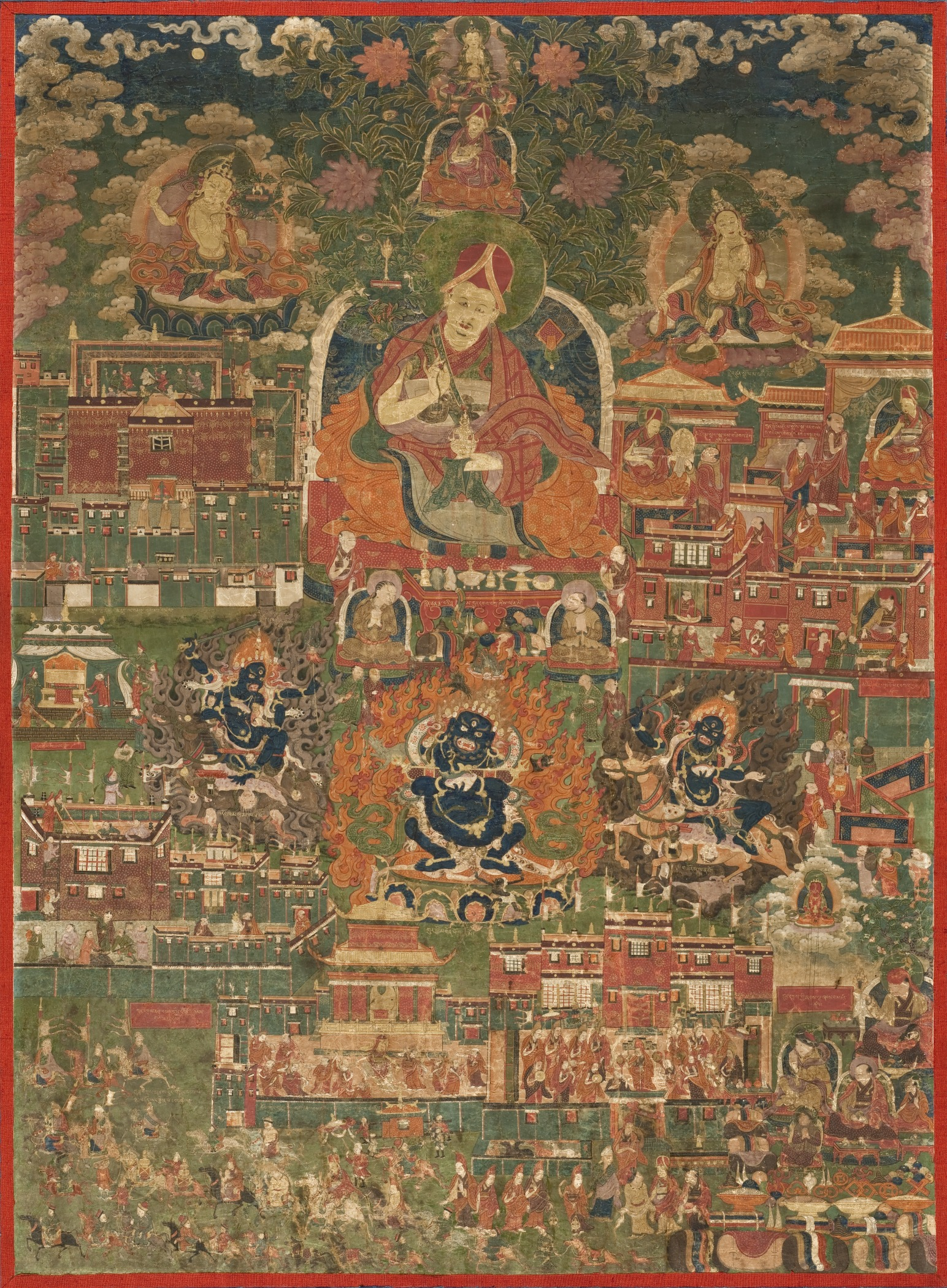
Kunga Tasi és események az életéből (a kolostor apátja, 1688–1711)
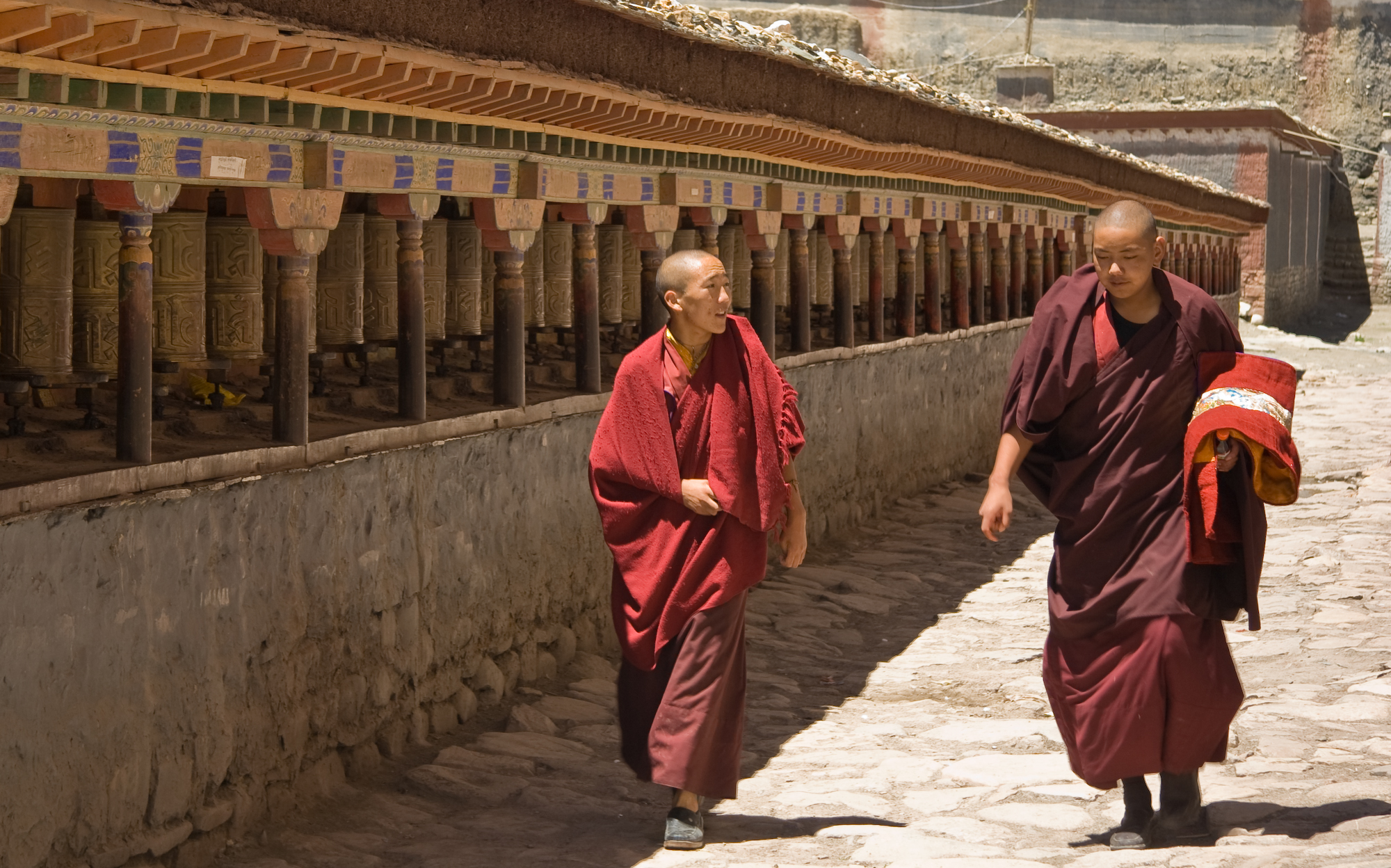
Szerzetesek a Szakja kolostorban
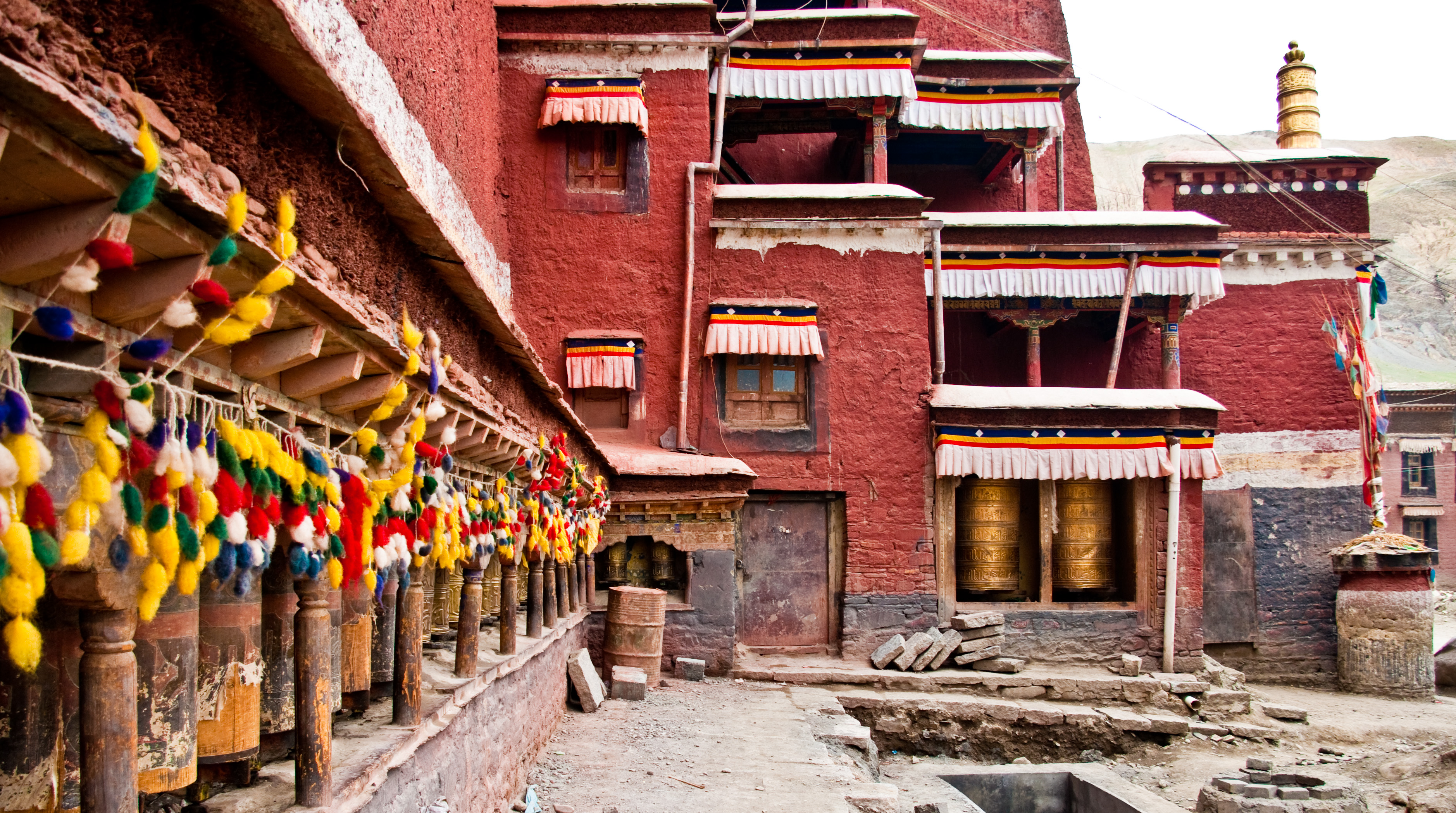
A kolostor udvara